# Tapinopterus
Tapinopterus is een geslacht van kevers uit de familie van de loopkevers (Carabidae). De wetenschappelijke naam van het geslacht is voor het eerst geldig gepubliceerd in 1858 door Schaum.

## Soorten
Het geslacht Tapinopterus omvat de volgende soorten:
- Tapinopterus aenigmaticus Lohaj, Guiorguiev, Dubault & Lassalle, 2012
- Tapinopterus agonaderus (Chaudoir, 1850)
- Tapinopterus amani (Breit, 1933)
- Tapinopterus attemsi (Apfelbeck, 1904)
- Tapinopterus atticus (Apfelbeck, 1904)
- Tapinopterus balcanicus Ganglbauer, 1891
- Tapinopterus bartonii Maran, 1933
- Tapinopterus bischoffi G.Muller, 1936
- Tapinopterus chaudoiri Lohaj, Guiorguiev, Dubault & Lassalle, 2012
- Tapinopterus comita Jedlicka, 1935
- Tapinopterus creticus (I.Frivaldszky Von Frivald, 1845)
- Tapinopterus detonii Schatzmayr, 1943
- Tapinopterus diadochos (Lutshnik, 1915)
- Tapinopterus dochii (Apfelbeck, 1906)
- Tapinopterus duponchelii (Dejean, 1831)
- Tapinopterus extensus (Dejean, 1831)
- Tapinopterus fairmairei (Chaudoir, 1868)
- Tapinopterus filigranus (L.Miller, 1862)
- Tapinopterus ganglbaueri (Tschitscherine, 1897)
- Tapinopterus ganglbauerianus (Lutshnik, 1915)
- Tapinopterus heinzi Straneo, 1983
- Tapinopterus heyrovskyi Jedlicka, 1939
- Tapinopterus imperialis Reitter, 1886
- Tapinopterus insulicola (Tschitscherine, 1900)
- Tapinopterus jaechi Kirschenhofer, 1991
- Tapinopterus jedlickai (Maran, 1932)
- Tapinopterus kapparicola Ganglbauer, 1889
- Tapinopterus kaufmanni Ganglbauer, 1896
- Tapinopterus kerberos Kirschenhofer, 1997
- Tapinopterus kuntzeni G.Muller, 1932
- Tapinopterus kyparissis (Jedlicka, 1963)
- Tapinopterus laevisternus G.Muller, 1932
- Tapinopterus laticornis (Fairmaire, 1856)
- Tapinopterus macedonicus Curcic, Waitzbauer, Zolda, Curcic & Mihajlova, 2008
- Tapinopterus machardi (Jeanne, 2005)
- Tapinopterus marani V. & B.Gueorguiev, 1999
- Tapinopterus meschniggi (Schatzmayr, 1928)
- Tapinopterus minax (Tschitscherine, 1900)
- Tapinopterus miridita (Apfelbeck, 1904)
- Tapinopterus molopiformis (Lutshnik, 1922)
- Tapinopterus molopinus (Chaudoir, 1868)
- Tapinopterus monastirensis Reitter, 1913
- Tapinopterus moreoticus Maran, 1937
- Tapinopterus obenbergeri (Maran, 1932)
- Tapinopterus oyukluensis Lohaj, Guiorguiev, Dubault & Lassalle, 2012
- Tapinopterus persicus (Chaudoir, 1878)
- Tapinopterus phrygius G.Muller, 1932
- Tapinopterus placidus (Rosenhauer, 1847)
- Tapinopterus protensus (Schaum, 1857)
- Tapinopterus punctatus (L.Redtenbacher, 1843)
- Tapinopterus purkynei Jedlicka, 1928
- Tapinopterus rambousekianus Maran, 1933
- Tapinopterus rebellis (Reiche & Saulcy, 1855)
- Tapinopterus relegatus Lohaj, Guiorguiev, Dubault & Lassalle, 2012
- Tapinopterus samai Straneo, 1986
- Tapinopterus stepaneki Maran, 1934
- Tapinopterus susterai (Maran, 1943)
- Tapinopterus toelgi (Breit, 1933)
- Tapinopterus weiratheri G.Muller, 1932
- Tapinopterus zygosensis Maran, 1939